# Застав'є (Ковельський район)
Застав'є́ — село в Україні, у Ковельському районі Волинської області. Входить до складу Любомльської ОТГ. Населення становить 106 осіб.

## Географія
Село розташоване на лівому березі річки Стопирки.

## Населення
Згідно з переписом УРСР 1989 року чисельність наявного населення села становила 111 осіб, з яких 48 чоловіків та 63 жінки.
За переписом населення України 2001 року в селі мешкало 106 осіб..

### Мова
Розподіл населення за рідною мовою за даними перепису 2001 року:
| Мова       | Відсоток |
| ---------- | -------- |
| українська | 97,17 %  |
| білоруська | 1,89 %   |
| російська  | 0,94 %   |

## Історія
До 4 серпня 2017 року село входило до складу Підгородненської сільської ради Любомльського району Волинської області.
19 липня 2020 року, в результаті адміністративно-територіальної реформи та ліквідації Любомльського району, громада увійшла до складу Ковельського району.